# Motor Rail & Tramcar Co Ltd

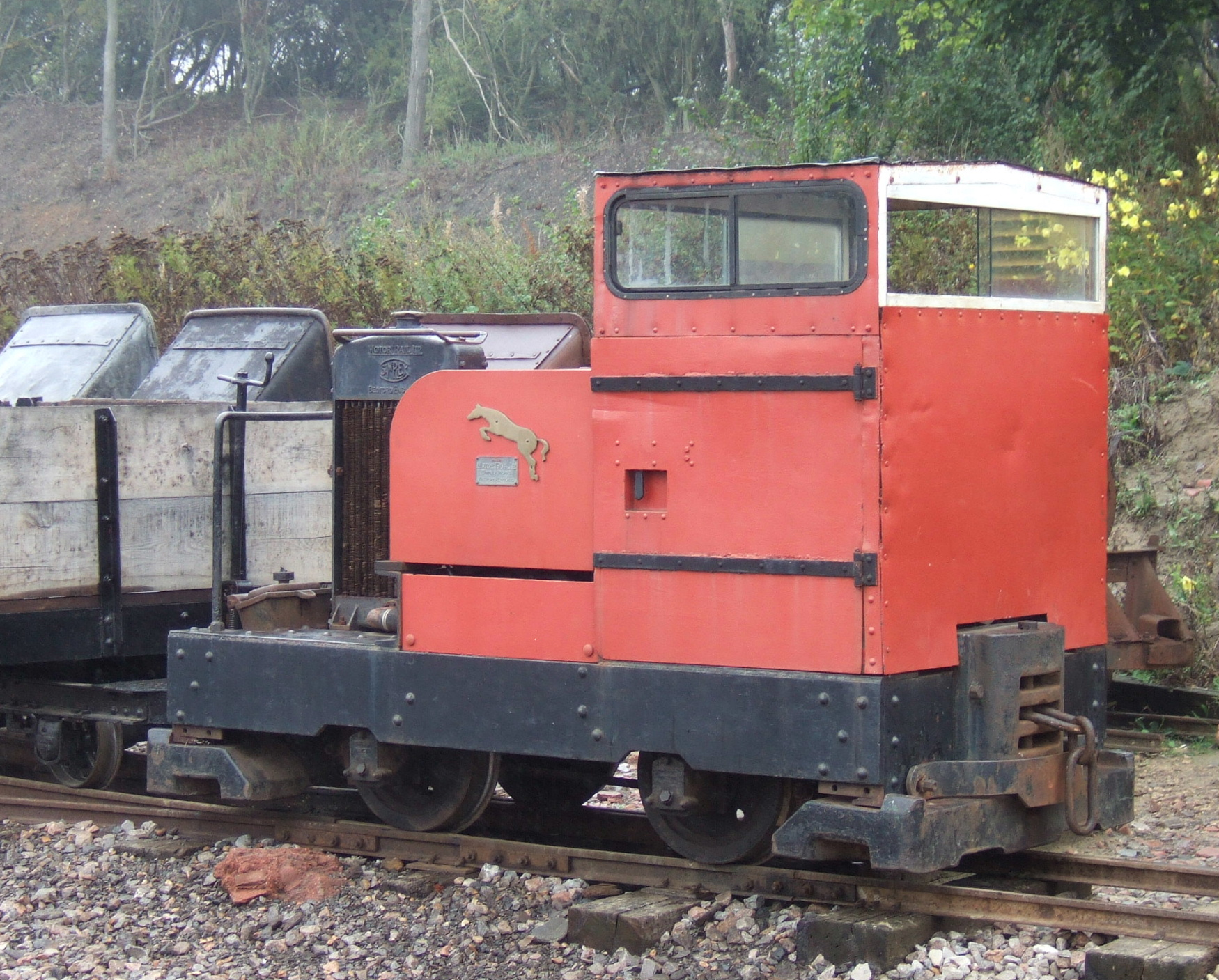
Simplex op de Leighton Buzzard Narrow Gauge Railway

Motor Rail & Tramcar Co. Ltd. is een fabrikant voor, met name, locomotieven op smalspoor, en is bekend geworden van de vele lichte smalspoordiesellocomotieven gebouwd onder de handelsnaam Simplex.
Na het einde van het bedrijf in 1987, werd de boedel en handelsnaam Simplex overgenomen door Alan Keef, een Engelse smalspoorleverancier.